# Puerto Heath
Puerto Heath es una pequeña localidad fronteriza de Bolivia, en las tierras bajas del país. Administrativamente pertenece al municipio de Ixiamas de la provincia de Iturralde ubicada al norte del departamento de La Paz. Se encuentra sobre la desembocadura del río Heath en el río Madre de Dios, en la frontera con Perú.
La localidad debe su nombre al estadounidense Edwin R. Heath que, en 1880, acompañado por su compatriota James Orthon, exploró algunos de los ríos de la cuenca del Madre de Dios.